# Austin A70
Austin A70 – samochód osobowy klasy średniej produkowany przez brytyjską firmę Austin w latach 1948–1954. Dostępny jako: 2-drzwiowy kabriolet, 4-drzwiowy sedan 5-drzwiowe kombi (Countryman). Następca modelu 16. Do napędu używano silników R4 o pojemności 2,2 litra. Moc przenoszona była na oś tylną poprzez 4-biegową manualną skrzynię biegów. Samochód został zastąpiony przez model A90 Westminster. Powstało 85682 egzemplarze modelu (35261 Hampshire oraz 50421 Hereford).

## Dane techniczne

### Silnik
- R4 2,2 l (2200 cm³), 2 zawory na cylinder, OHV
- Układ zasilania: gaźnik
- Średnica cylindra × skok tłoka: 79,40 mm × 111,10 mm
- Stopień sprężania: 6,8:1
- Moc maksymalna: 65 KM (48 kW) przy 3800 obr./min
- Maksymalny moment obrotowy: 68 N•m przy 2000 obr./min

### Osiągi
- Przyspieszenie 0-80 km/h: 14,5 s
- Prędkość maksymalna: 134 km/h